# Muerte de Carl Isaacs Jr.
Carl Isaacs Jr. (30 de abril de 1974 - c. mayo o junio de 1995) fue un joven anteriormente no identificado de Delavan, Wisconsin cuyos restos óseos se encontraron junto a Turtle Creek en Bradford, cerca de Clinton, condado de Rock, Wisconsin el 26 de noviembre de 1995. Permaneció sin identificar hasta febrero de 2019, cuando el Proyecto DNA Doe anunció que había hecho una identificación, pero su nombre no se hizo público hasta el 14 de junio de 2022. Antes de su identificación, Isaacs era conocido como el John Doe del condado de Rock o el John Clinton Doe.

## Descubrimiento
Su esqueleto fue encontrado por un grupo de cazadores aproximadamente a las 9:00 a. m. dentro de una propiedad privada junto a un arroyo, en un área boscosa remota de 100 acres densamente arbolada, propiedad de los cazadores. Su esqueleto estaba casi completo y todavía articulado, tendido boca abajo, con las manos sobre la cabeza; la cabeza y la espalda estaban parcialmente cubiertas por una chaqueta de mezclilla. Estaba vestido a excepción de un zapato, y ubicado en un terraplén empinado, a tres metros del arroyo y a poco más de un metro de la cerca de alambre de púas que perimetraba la propiedad.
Inicialmente se estimó que el difunto murió en el otoño o el invierno de 1994, aproximadamente un año antes de que lo encontraran, pero comparaciones posteriores con investigaciones forenses más modernas en granjas de cuerpos sugirieron que pudo haber muerto en el verano de 1995, unos cinco meses antes de su descubrimiento.
Actualmente se desconoce la causa de la muerte, ya que no se encontraron signos de traumatismos o violencia en el difunto: se consideró poco probable que se tratara de un homicidio y no se pudieron determinar otras causas. El análisis de su cabello no halló rastros concluyentes de cocaína, codeína o morfina, por lo que es poco probable que tuviera una adicción a los opiáceos; sin embargo, esto no excluye la posibilidad de que estuviera intoxicado o que tomara drogas alucinógenas antes de su muerte. Se cree comúnmente que murió de hipotermia al empaparse en el arroyo, tal vez después de emborracharse y desorientarse como resultado.
Su cráneo fue incinerado mientras que el resto de su esqueleto fue enterrado en el cementerio Johnstown Center, en el condado de Rock, Wisconsin. Su ADN y registros dentales estaban disponibles.

## Descripción física
Era un hombre caucásico de 1,65 a 1,70 m de altura. Su peso se estimó en aproximadamente 64 kg, con una edad entre 17 y 20 años. Tenía dientes rectos y parecía haber recibido un buen cuidado dental con solo uno o dos empastes, y todavía tenía sus muelas del juicio, con dos parcialmente erupcionadas y una impactada.
El difunto vestía una camiseta negra con el logotipo del grupo británico de heavy metal Venom en la espalda: un dibujo en dorado de una estrella de cinco puntas rodeada por un círculo con una cabeza de cabra en el centro y la leyenda "Bienvenido al infierno" (la camiseta era un modelo vendido en su gira de 1987); pantalón gris de camuflaje urbano con el estampado de tamaño pequeño/mediano; una chaqueta roja y verde de franela forrada con un diseño de cuadros; calzoncillos bóxer tamaño mediano con un diseño de Bart Simpson; y una zapatilla de baloncesto Nike Air Bound negra talla 41 de 1993. Solo se encontró uno de los zapatos en el sitio, cerca del esqueleto.
El joven llevaba un colgante distintivo hecho con un tenedor de mesa, moldeado con forma de cabeza de cabra. Otros artículos encontrados con el cuerpo fueron colillas de cigarrillos, un mechero de butano desechable Budweiser con la leyenda "Proud to be Your Bud" impreso en él, un tubo de bálsamo labial Carmex y un reloj Aquatech negro en la muñeca izquierda.
Su ropa, colgante y cabello largo sugieren que era un aficionado a la música heavy metal y, como tal, familiarizado con la subcultura metalera, pero las investigaciones en los círculos locales del metal no arrojaron resultados concluyentes sobre su identidad.
Varias aproximaciones faciales se dieron a conocer públicamente con el tiempo. Las autoridades consideraron que la primera reconstrucción publicada por Project Edan en 2013 era inexacta. La segunda reconstrucción publicada en 2014 por el FBI fue considerada por las agencias oficiales como la más precisa hasta la fecha, y muestra a un joven de 20 años con cuello largo, cabello castaño claro y fino y pómulos altos. En febrero de 2016, se hizo pública una tercera versión de la aproximación del FBI, coloreada y con regresión de edad, para facilitar la identificación.

## Investigación

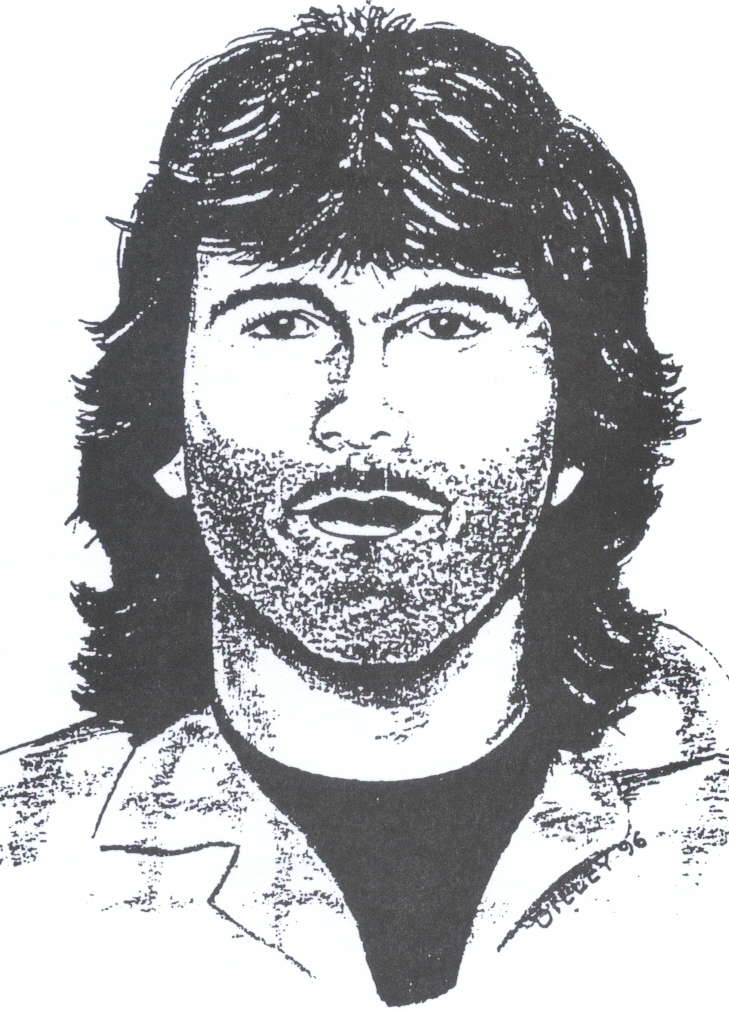
Boceto a partir de la descripción de un testigo presencial de 1994 del hombre apodado "River Guy", que se llegó a sospechar fuera el mismo hombre que Isaacs.

### "River Guy"
Varios testigos recuerdan haber visto, el 16 de octubre de 1994 alrededor de las 5:30 de la tarde, a un joven de poco más de veinte años cerca de la misma zona donde se encontró luego el cuerpo. El hombre, que vestía ropa similar a la que se le encontró al John Clinton Doe, fue visto corriendo y tropezando en Turtle Creek, visiblemente intoxicado y angustiado. Apodado "River Guy" (El chico del río) por los investigadores locales, los testigos informaron que se había caído al agua dos o tres veces, tratando de trepar por el terraplén y gritando a los transeúntes, diciéndoles que se alejaran de él. También mencionó haber sido agraviado por una mujer llamada Mary y ser un fugitivo. Luego se lo vio sentado en la orilla del arroyo después de sus divagaciones. Contrariamente a la aproximación del FBI del John Doe, la composición facial del artista policial de 1994 de "River Guy" lo muestra con barba rala.
Las personas cercanas al caso creían comúnmente que River Guy y el John Clinton Doe eran la misma persona. Sin embargo, esta hipótesis fue cuestionada por las estimaciones forenses posteriores basadas en las tasas de descomposición corporal de que pudo haber muerto más tarde de lo determinado originalmente, hacia mayo de 1995. Como tal, este nuevo rango del posible momento de la muerte (en la primavera de 1995) no se correspondía tan estrechamente con la fecha de los avistamientos del "River Guy".

### El colgante
En 2010, el detective del sheriff del condado de Rock que trabajaba en el caso rastreó el distintivo colgante de cabra hasta un artesano del área de Janesville. Activo en la escena del metal local, el hombre afirmó haber hecho el colgante y vendido o regalado artículos similares a una docena de personas. Sin embargo, ninguna de estas personas pudo ser rastreada como el desconocido.

### Análisis isotópico
El análisis isotópico de los huesos realizado en 2014 con la ayuda de científicos del Instituto Smithsoniano mostró que el joven era o había pasado una cantidad significativa de tiempo en el área del Medio Oeste, alrededor de los Grandes Lagos, que incluye los estados de Wisconsin, Illinois, Minnesota y Míchigan. Esto, junto con la procedencia del colgante de cabra, llevó a los investigadores a considerar que el difunto no vivía muy lejos de donde lo encontraron.

### Genealogía del ADN

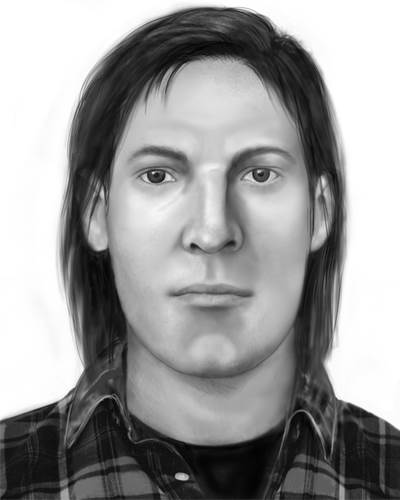
Reconstrucción facial de Isaacs de 2014.

A pedido de la policía local, en 2018, el Proyecto DNA Doe se hizo cargo del caso en colaboración con NCMEC, Fulgent Genetics, Aerodyne Research Inc. y Full Genomes Corporation e intentó identificar el cuerpo mediante el uso de ADN autosómico, el sitio web GEDmatch. y genealogía genética para rastrear parientes. En febrero de 2019, el Proyecto DNA Doe anunció que había identificado tentativamente al John Clinton Doe. La identificación positiva se había producido con su padre, ya fallecido pero del que se obtuvo permiso para exhumarlo y tomar muestras. Su nombre no fue revelado de inmediato, a la espera del anuncio de la oficina del sheriff del condado de Rock.

### Identificación
El 14 de junio de 2022, a las 13:30 p. m. la oficina del sheriff del condado de Rock ofreció una conferencia de prensa, donde el sheriff Troy Knudson informó que el difunto había sido identificado como Carl Isaacs Jr., residente en Delavan, Condado de Walworth antes de su muerte. Tenía antecedentes penales por robo, hurto y destrucción de propiedad. En marzo de 1992, Isaacs fue sentenciado a 5 años de prisión por robo y vandalismo de carritos de golf y otras propiedades en el campo de golf Delbrook en Delavan. Estuvo en tres prisiones diferentes desde abril de 1992. Para el otoño de 1993, Isaacs fue encarcelado en el Instituto Correccional de Oakhill en Oregón, Wisconsin. Hubo períodos de tiempo en los que fue puesto en libertad bajo arresto domiciliario y en un centro de rehabilitación en Odana Road en Madison. En abril de 1995, Isaacs estaba en casa de su madre en Walworth bajo arresto domiciliario. Desapareció de casa el 16 de abril de 1995 y nunca más se le volvió a ver ni a saber de él. Un juez del condado de Walworth firmó de inmediato una orden de arresto contra Isaacs por violación de la libertad condicional. La orden fue renovada hasta abril de 2018. Se declaró que la investigación sobre la forma y las circunstancias que rodearon la muerte de Isaacs estaba en curso.
Según el sheriff Knudson, Isaacs no había sido reportado como desaparecido antes de su muerte. Cuando se le preguntó acerca de la fotografía de Isaacs que se mostró en la conferencia de prensa, el sheriff Knudson dijo que Isaacs se había puesto en contacto con el Departamento Correccional de Wisconsin, donde potencialmente se había tomado la foto.

## Objetos hallados con el cadáver

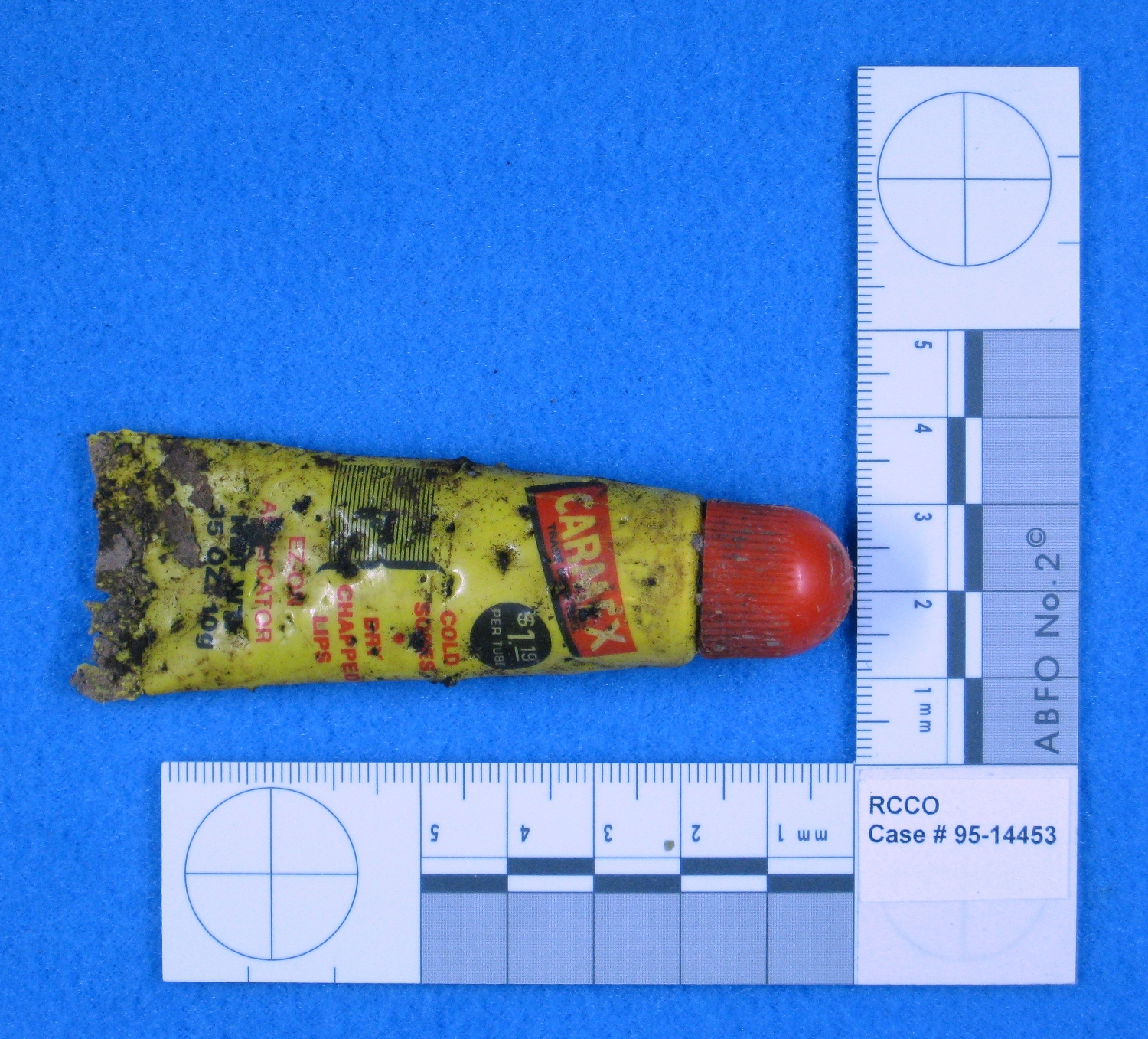
Bálsamo labial Carmex.
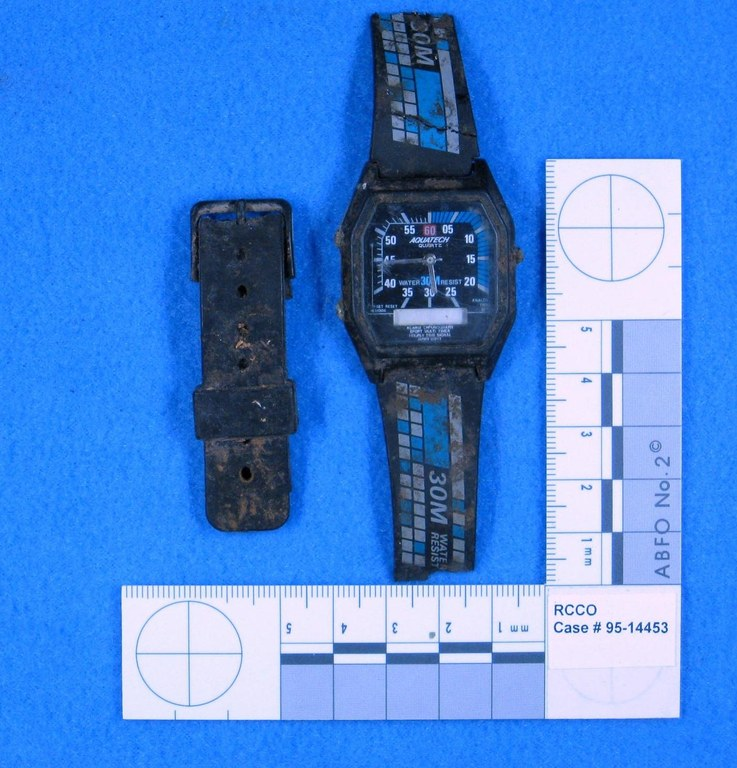
Reloj de cuarzo Aquatech negro.
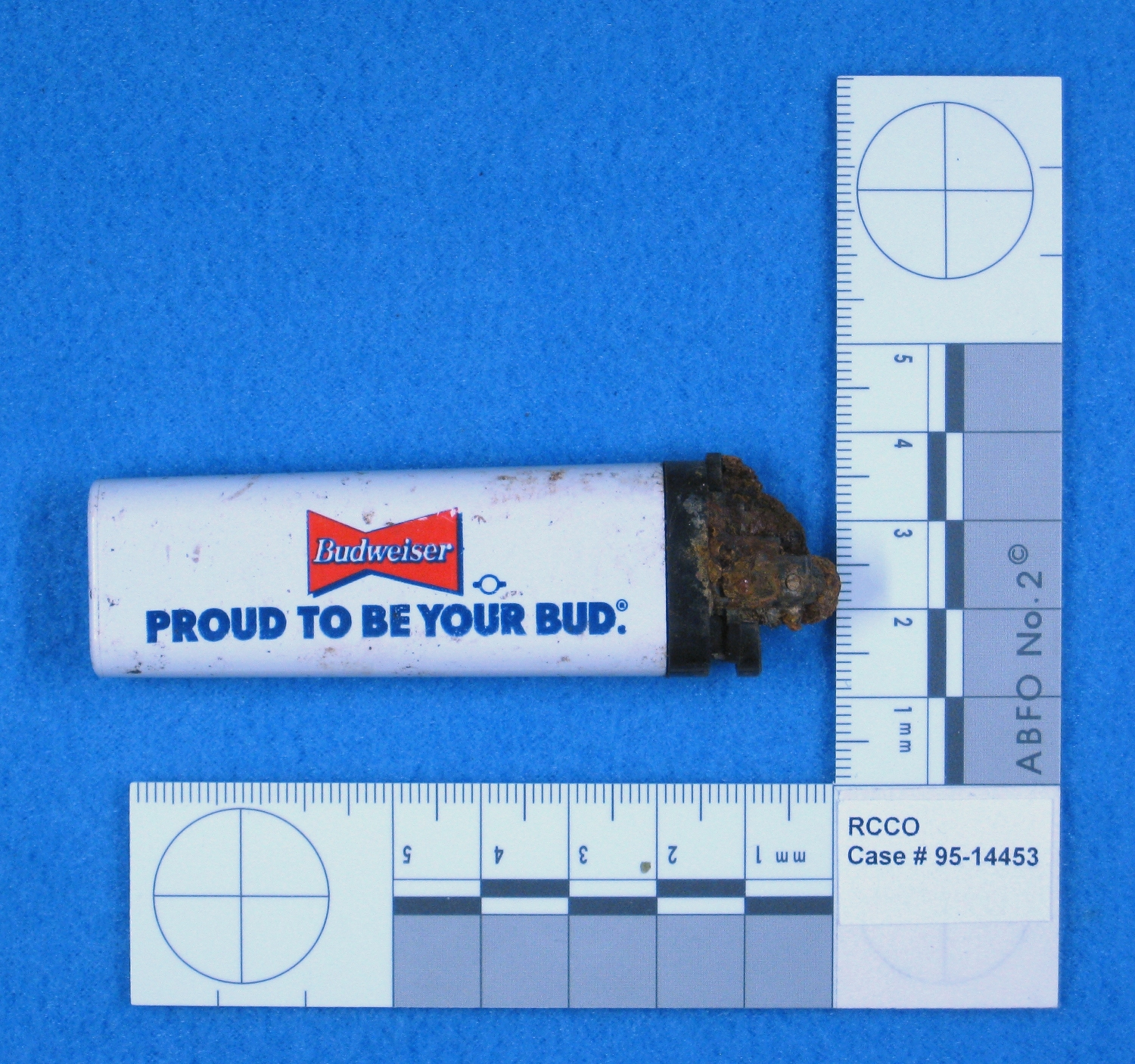
Encendedor desechable de butano Budweiser.
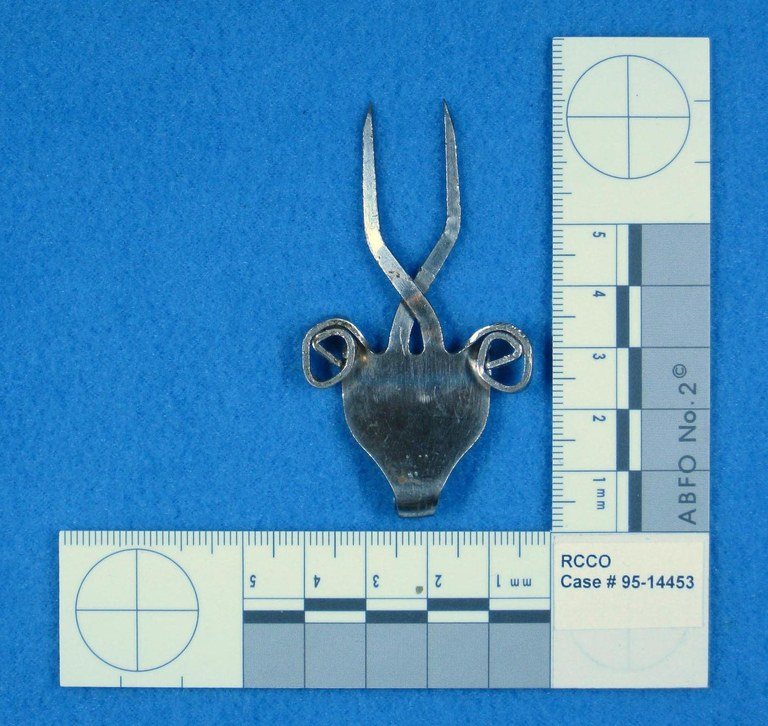
Colgante de cabra casero hecho con un tenedor. El artículo se remonta a un artesano de Janesville.